# 安列絲
安列絲（Andreth）是托爾金小說《中土大陸》的虛構角色。
安列絲是比歐族波羅莫之女，貝國爾的親姊妹。她生於第一紀元361年。精靈以Saelind稱呼她，意思是「睿智心靈」，她向人類學習，且相當聰慧。早年，她居住在表親比列墨的家裡，她又跟隨比列墨之妻埃丹尼奧學習。
安列絲戀上費納芬之子艾格諾爾，但艾格諾爾卻戰死了。安列絲與艾格諾爾的哥哥芬羅德·費拉剛十分要好，經常在安格班之圍期間聚話，談及一些精靈和人類的大事，其中一次會談寫成了《魔苟的戒指》。
安列絲很可能在班戈拉赫戰役期間去世。